# SN 2006cc
SN 2006cc – supernowa typu Ia odkryta 6 maja 2006 roku w galaktyce UGC 10244. W momencie odkrycia miała maksymalną jasność 18,30m.